# Тайсон Кідд
Теодор Джеймс Вілсон (англ. Theodore James (TJ) Wilson), народився 11 липня 1980) — канадський професійний реслер. В даний час працює в World Wrestling Entertainment на бренді NXT під ім'ям Тайсон Кідд. Тайсон Кідд, Девід Харт- Сміт і Наталія були відомі як «Династія Хартів» (англ. The Hart Dynasty).

## Біографія

### Династія Хартів
Теодор починав кар'єру в Канаді, в знаменитій школі реслерів «Підземелля Хартов». Брет Харт особисто тренував його. Пізніше разом з Гаррі Смітом і Наталією Нейдхарт Віллсон відправився в FCW. Там він став відомий під ім'ям Тайсон Кідд, а Гаррі під ім'ям DH Сміт. У 2009 році команду Династія Хартов запрошують до ECW. Там вони показують значні успіхи, виступаючи в ролі хілов. Тайсон Кідд навіть заробляє право стати Чемпіоном ECW, але у нього не виходить. Після розвалу ECW Кідд, Сміт і Наталія потрапляють на SmackDown!. Перед РеслМанії XXVI Тайсон і Девід намагаються заробити право на матч проти Біг Шоу і Міза за Об'єднане Командне Чемпіонство, але претендентами стають Джон Моррісон і Ар-Трус. На РеслМанії Династія вчиняє фейс-терн і допомагає Брету Харту перемогти Вінса МакМена. Після драфту Династія Хартов перейшла на RAW. На Extreme Rules (2010) Тайсон Кідд і Девід Харт Сміт перемагають Біг Шоу і Міза і стають Об'єднаними командними Чемпіонами. Пізніше Брет Харт представляє нові командні пояса, і Династія Хартів стає першими новими командними Чемпіонами WWE. На Night of Champions (2010) програють титул Коді Роудсу і Дрю Макінтайру.

### Розпад Династії і сольна кар'єра
Після того, як командними Чемпіонами стали Джастін Гебріел і Хіт Слейтер, Тайсон Кідд і Девід Харт Сміт отримали шанс відібрати у них пояса. Але коли Девід простягнув таг, Тайсон пішов з рингу, поклавши край команді. На наступному випуску WWE Superstars Девід переміг Тайсона, проте на RAW Кідд взяв реванш, перемігши Сміта. До драфту Тайсон Кідд з'являвся тільки на Royal Rumble. Після переходу на SmackDown! Тайсон Кідд два місяці був у всіх мейн-івентах Superstars. Щоразу його супроводжували нові менеджери. Серед них були Армандо Естрада, Метт Страйкер, Віккі Герреро і навіть Джей Ті Джи. У п'ятому сезоні NXT Тайсон став наставником Лакі Кеннона. В цей же час Тайсон ворогує з Есі Тацуо. 8 лютого провів чудовий бій проти Трента Барретти. Після бою запропонував йому виступати в команді. Але не дочекавшись відповіді розв'язав фьюд з Майклом Макгіллікаті. А перед самою РеслМанією об'єднався в команду з Джастіном Гебріелом. 1 квітня команда спробувала стати командними чемпіонами, але безуспішно. Брав участь у битві Money in the Bank за кейс, який дає право на матч за титул Чемпіона світу у важкій вазі, проте перемогу здобув Дольф Зіглер.
Після у Тайсона був короткий фьюд з Тенсаєм, а восени на хаус-шоу Кідд отримав серйозну травму, після якої довго відновлювався. На Survivor Series 2012 Тайсон увійшов в команду разом з Реєм Містеріо, Бродусом Клеем, Джастіном Гебріелом і Сін Карою в матчі 5 на 5 з вибуванням проти Prime Time Players, Прімо, Епіко і Тенсая. Команда Рея перемогла, позбувшись тільки Клея, а сам Кідд усунув з матчу Епіко і Тітуса О'Ніла.

### Повернення (2013-Н. Ч.)
Повернувся на SmackDown! 11 жовтня, виступивши під маскою в команді Лос Локалес разом з Ель Локаль (Рікардо Родрігес), програвши Лос Матадорс. Без маски з'явився на RAW 4 листопада, об'єднавшись в команду зі своєю дружиною Наталією, переміг Фанданґо і Саммер Рей.

### Особисте життя
Вілсон ходив до школи разом з Тедді Хартом, через якого подружився з Гаррі Смітом. Ця дружба зблизила його з сім'єю Хартів. Вілсон зустрічався з Наталією Нейдхарт з листопада 2001 року, а з 2003 року вони живуть разом. 28.06.2013 року відбулася довгоочікувана весілля Тайсона Кідда та Наталії. В одному з майбутніх випусків нового реаліті-шоу від WWE «Total Divas» будуть показані всі деталі підготовки цього весілля.

## В реслінгу
Фінішери
- The Code Blue
- Sharpshooter
- Springboard elbow drop
- Dungeon Lock

Улюблені прийоми
- Ankle lock
- Варіації ударів ногами
  - Back
  - Backflip while leaning on the ropes, sending himself to the apron
  - Baseball slide
  - Enzuigiri
  - Front drop to the side of an opponent's head
  - Jumping back
  - Roundhouse
  - Shoot to the opponent's back, sometimes preceded by a snapmare
  - Running shoot from the apron to an opponent's chest
  - Spinning heel
  - Springboard drop
  - Rolling Stampede (Super rolling fireman's carry slam)
  - Slingshot leg drop to an opponent draped on the second rope [11]

Менеджери
- Нетті Нейдхарт
- Джексон Ендрюс
- Майкл Хейс
- Армандо Естрада
- Метт Страйкер
- Вікі Герреро
- Джей Ті Джи

Музика
- «Raw to the Core» від Ніколаса Нолана (10 лютого 2009-19 травня 2009)
- «New Foundation» від Джима Джонстона (26 травня 2009-15 листопада 2010 року)
- «Bed of Nails» від Нілу Грифітса і Ронні Стоуна (22 листопада 2010-10 листопада 2013)
- «Right Here, Right Now» від CFO$ (11 листопада 2013 — теперішній час)

## Титули і нагороди
- AWA Pinnacle Wrestling
  - AWA Pinnacle Heavyweight Championship (1 раз)
- Florida Championship Wrestling
  - FCW Florida Tag Team Championship (1 раз) — с DH Smith
  - FCW Southern Heavyweight Championship (1 раз)
- Great Canadian Wrestling
  - GCW National Championship (1 раз)[2]
- Prairie Wrestling Alliance
  - PWA Tag Team Championship (1 раз) — з Гаррі Смітом
  - PWA Heavyweight Championship (2 рази)
- Pro Wrestling Illustrated
  - PWI ставить його під № 73 в списку 500 найкращих реслерів 2009 року
  - PWI ставить його під № 108 в списку 500 найкращих реслерів 2012 року
  - PWI ставить його під № 111 в списку 500 найкращих реслерів 2013 року
- Stampede Wrestling
  - Stampede British Commonwealth Mid-Heavyweight Championship (1 раз)
  - Stampede International Tag Team Championship (2 рази) — с Брюсом Хартом (1) и Джагернаутом (1)
  - Stampede North American Heavyweight Championship (2 рази)
- World Wrestling Entertainment
  - Командний чемпіон світу (1 раз) — з Девідом Харт Смітом
  - Командний чемпіон WWE (2 рази) — з Девідом Харт Смітом і Сезаро
  - Об'єднаний командний чемпіон WWE (1 раз) — з Девідом Харт Смітом